# Strandniederungen südlich Neustadt
Strandniederungen südlich Neustadt este o arie protejată (arie specială de conservare — SAC, sit de importanță comunitară — SCI) din Germania întinsă pe o suprafață de 46 ha, integral pe uscat.

## Localizare
Centrul sitului Strandniederungen südlich Neustadt este situat la coordonatele 54°05′25″N 10°48′01″E / 54.0903°N 10.8003°E.

## Înființare
Situl Strandniederungen südlich Neustadt a fost declarat sit de importanță comunitară în septembrie 2004 pentru a proteja un număr necunoscut de specii din flora spontană și fauna sălbatică aflate în arealul zonei. Situl a fost protejat și ca arie specială de conservare în ianuarie 2010.

## Biodiversitate
Situată în ecoregiunea continentală, aria protejată conține 7 habitate naturale: Lagune de coastă, Golfuri mici largi și golfuri puțin adânci, Vegetație anuală la limita mareei, Vegetație perenă pe țărmurile stâncoase, Faleze cu vegetație de pe coastele atlantice și baltice, Pășuni atlantice udate de apa mării (Glauco-Puccinellietalia maritimae), Dune mobile cu vegetație embrionară.
La baza desemnării sitului se află un număr nedeclarat de specii protejate: